# Brittiska tronföljden
Tronföljden till den brittiska kronan omfattar inomäktenskapliga ättlingar till Sofia av Pfalz (1630–1714) där turordningen bestäms av födelseordning och före 2015 även av kön. 

## Brittiska kungahuset
Den nuvarande monarken är Charles III  efter att Elizabeth II avlidit den 8 september 2022.
- Elizabeth II (1926–2022)
  -  Kung Charles III (född 1948), son till drottning Elizabeth II
    -  (1) Prins William, prins av Wales (född 1982), son till kung Charles III
      -  (2) Prins George av Wales (född 2013), son till prins William
      -  (3) Prinsessan Charlotte av Wales (född 2015), dotter till prins William
      -   (4) Prins Louis av Wales (född 2018), son till prins William

    -   (5) Prins Harry, hertig av Sussex (född 1984), son till kung Charles III
      - (6) Prins Archie av Sussex (född 2019), son till prins Harry
      -  (7) Prinsessan Lilibet av Sussex (född 2021), dotter till prins Harry

  -  (8) Prins Andrew, hertig av York (född 1960), son till drottning Elizabeth II
    -  (9) Prinsessan Beatrice av York (född 1988), dotter till prins Andrew
      -  (10) Sienna Mapelli Mozzi (född 2021), dotter till prinsessan Beatrice
      -  (11) Athena Mapelli Mozzi (född 2025), dotter till prinsessan Beatrice

    -   (12) Prinsessan Eugenie av York (född 1990), dotter till prins Andrew
      - (13) August Brooksbank (född 2021), son till prinsessan Eugenie
      -  (14) Ernest Brooksbank (född 2023), son till prinsessan Eugenie

  -  (15) Prins Edward, hertig av Edinburgh (född 1964), son till drottning Elizabeth II
    -  (16) James, earl av Wessex (född 2007), son till prins Edward
    -  (17) Lady Louise Windsor (född 2003), dotter till prins Edward

  -   (18) Prinsessan Anne, Princess Royal (född 1950), dotter till drottning Elizabeth II
    - (19) Peter Phillips (född 1977), son till prinsessan Anne
      - (20) Savannah Phillips (född 2010), dotter till Peter Phillips
      -  (21) Isla Phillips (född 2012), dotter till Peter Phillips[3]

    -  (22) Zara Tindall (född 1981), dotter till prinsessan Anne
      - (23) Mia Tindall (född 2014), dotter till Zara Tindall[4]
      - (24) Lena Tindall (född 2018), dotter till Zara Tindall
      -  (25) Lucas Tindall (född 2021), son till Zara Tindall

Därefter kommer de övriga ättlingarna till kung Georg VI, det vill säga Charles III:s mosters, framlidna prinsessan Margarets, barn och barnbarn.
Sedan kommer ättlingarna till kung Georg V, det vill säga Charles III:s mors kusiner: prins Richard, hertig av Gloucester, prins Edward, hertig av Kent, prins Michael av Kent och prinsessan Alexandra av Kent samt deras barn och barnbarn.

## Andra kungligheter i tronföljden
Nedan följer exempel på andra kungligheter i regerande kungahus som finns med i den brittiska tronföljden.
Listan var aktuell 1 januari 2011. Dock har den uppdaterats med anledning av dessa tolv personers födelse:
- Prins Alexanders födelse 2016
- Prins Gabriels födelse 2017
- Prins Julians födelse 2021
- Prinsessan Ines födelse 2025
- Prinsessan Estelles födelse 2012
- Prins Oscars födelse 2016
- Prinsessan Leonores födelse 2014
- Prins Nicolas födelse 2015
- Prinsessan Adriennes födelse 2018
- Prins Vincent av Danmarks födelse 2011
- Prinsessan Josephine av Danmarks födelse 2011
- Athena, grevinna av Monpezats födelse 2012

Ordningsnumren från 2011 har dock behållits, eftersom de tolv nämnda födelserna bara utgör en liten del av alla händelser som påverkat personernas ordningsnummer sedan 2011.

Ättlingar till kung Edvard VII genom dennes dotter Maud:
73. Kung Harald V av Norge (född 1937) (Sofia av Pfalz är Harald V:s farmors farmors farfars farfars farmor.)
74. Kronprins Haakon Magnus av Norge (född 1973), son till Harald V
75. Prins Sverre Magnus av Norge (född 2005), son till Haakon Magnus
76. Prinsessan Ingrid Alexandra av Norge (född 2004), dotter till kronprins Haakon Magnus
77. Prinsessan Märtha Louise av Norge (född 1971), dotter till Harald V
78. Maud Angelica Behn (född 2003), dotter till prinsessan Märtha Louise
79. Leah Issadora Behn (född 2005), dotter till prinsessan Märtha Louise
80. Emma Tallulah Behn (född 2008), dotter till prinsessan Märtha Louise

Ättlingar till drottning Viktoria genom tredje sonen prins Arthur, hertig av Connaught och Strathearn genom dennes dotterson:
283. Kung Carl XVI Gustaf av Sverige (född 1946) (Sofia av Pfalz är Carl XVI Gustafs farmors farmors farfars farfars farmor.)
284. Prins Carl Philip av Sverige (född 1979), son till Carl XVI Gustaf
- Prins Alexander av Sverige (född 2016), son till prins Carl Philip
- Prins Gabriel av Sverige (född 2017), son till prins Carl Philip
- Prins Julian av Sverige (född 2021), son till prins Carl Philip
- Prinsessan Ines av Sverige (född 2025), dotter till prins Carl Philip

285. Kronprinsessan Victoria av Sverige (född 1977), dotter till Carl XVI Gustaf
- Prinsessan Estelle av Sverige (född 2012), dotter till kronprinsessan Victoria
- Prins Oscar av Sverige (född 2016), son till kronprinsessan Victoria

286. Prinsessan Madeleine av Sverige (född 1982), dotter till Carl XVI Gustaf
- Prinsessan Leonore av Sverige (född 2014), dotter till prinsessan Madeleine
- Prins Nicolas av Sverige (född 2015), son till prinsessan Madeleine
- Prinsessan Adrienne av Sverige (född 2018), dotter till prinsessan Madeleine

Ättlingar till drottning Viktoria genom tredje sonen prins Arthur, hertig av Connaught och Strathearn genom dennes dotterdotter:
321. Drottning Margrethe II av Danmark (född 1940) (Sofia av Pfalz är Margrethe II:s mormors farmors farfars farfars farmor.)
322. Frederik X av Danmark (född 1968), son till Margrethe II
323. Kronprins Christian av Danmark (född 2005), son till Frederik X
- Prins Vincent av Danmark (född 2011), son till Frederik X

324. Prinsessan Isabella av Danmark (född 2007), dotter till Frederik X
- Prinsessan Josephine av Danmark (född 2011), dotter till Frederik X

325. Prins Joachim av Danmark (född 1969), son till Margrethe II
326. Nikolai, greve av Monpezat (född 1999), son till prins Joachim
327. Felix, greve av Monpezat (född 2002), son till prins Joachim
328. Henrik, greve av Monpezat (född 2009), son till prins Joachim
- Athena, grevinna av Monpezat (född 2012), dotter till prins Joachim

Ättlingar till kung Georg II genom dottern Anna, gift med Vilhelm IV av Oranien:
1161. Kung Willem-Alexander av Nederländerna (född 1967) (Sofia av Pfalz är Willem-Alexanders mormors mormors mormors farmors morfars farfars mor. Det finns närmare släktskap än dessa 13 generationer, men det beskrivna släktskapet är det som utgör grunden till denna placering i tronföljden.)
1162. Catharina-Amalia av Nederländerna (född 2003), dotter till Willem-Alexander
1163. Alexia av Nederländerna (född 2005), dotter till Willem-Alexander
1164. Ariane av Nederländerna (född 2007), dotter till Willem-Alexander

## Andra i tronföljden
Bland andra kända personer i tronföljden kan nämnas den amerikanska skådespelerskan Catherine Oxenberg.
2001 bestod tronföljden av 4 973 personer, med tyskan Karin Vogel sist.
1 januari 2011 bestod tronföljden av 5 753 personer, fortfarande med tyskan Karin Vogel sist.

## Förändringar av tronföljdsreglerna
26 mars 2015 trädde flera förändringar i kraft gällande den brittiska tronföljden. Ingen på plats 1–27 påverkades emellertid av detta.
Tidigare innebar giftermål med en katolik att man inte fick kvarstå i tronföljden.[källa behövs] 26 mars 2015 återfick de som uteslutits ur tronföljden med anledning av denna regel sina platser i tronföljden. Regeln innebar exempelvis att prinsessan Madeleine inte ingick i den brittiska tronföljden mellan 8 juni 2013 (datumet för hennes giftermål) och 25 mars 2015. Den högst upp i tronföljden som påverkades av denna förändring var George Windsor, earl av Saint Andrews (ett barnbarn till drottning Elizabeth II:s farbror prins Georg, hertig av Kent), som fick plats 34 i tronföljden. Hans farbror Michael av Kent fick samtidigt plats 44 och var näst högst i tronföljden av dem som återfick sin plats vid denna regelförändring.
Tidigare placerades män före sina äldre systrar i tronföljden. Sedan 26 mars 2015 gäller inte detta för pojkar födda efter 28 oktober 2011.[källa behövs] De högst upp i tronföljden som påverkades av denna förändring var två barnbarnsbarn till drottning Elizabeths farbror prins Henrik, hertig av Gloucester, Senna Lewis och Tāne Lewis, som innehade plats 28 och 29. De är födda 2010 och 2012 och fick därför byta plats med varandra. Samma sak skedde med deras kusiner Lyla Gilman och Rufus Gilman, också födda 2010 och 2012, som innehade plats 31 och 32.
Ytterligare en förändring var att endast de sex första i tronföljden behöver anhålla om tillstånd hos monarken innan de gifter sig (sedan 26 mars 2015).[källa behövs]